# Acraea felina
Acraea felina är en fjärilsart som beskrevs av Henry Trimen 1891. Acraea felina ingår i släktet Acraea och familjen praktfjärilar. Inga underarter finns listade i Catalogue of Life.